# 4469 Utting
4469 Utting eller 1978 PS4 är en asteroid i huvudbältet som upptäcktes den 1 augusti 1978 av Perth-observatoriet. Den är uppkallad efter australiensaren Muriel J. Utting.
Asteroiden har en diameter på ungefär 4 kilometer.